# On Tap (Junior Wells)
On Tap è un album di Junior Wells, pubblicato dalla Delmark Records nel 1974. Il disco fu registrato al Stu Black Sound Studios di Chicago, Illinois nel 1974.

## Tracce
Lato A
1. Watch Me Move – 4:02
2. Someday Baby – 4:46
3. Key to the Highway – 4:38 (Big Bill Broonzy)
4. What My Mama Told Me – 4:04 (Junior Wells)

Lato B
1. You Gotta Love Her with a Feeling – 3:57 (Tampa Red)
2. The Train I Ride – 5:02 (Junior Parker)
3. So Long – 5:37 (Lowell Fulson)
4. Junior's Thing – 4:44 (Junior Wells)

Edizione CD del 1991, pubblicato dalla Delmark Records (DD-635)
1. What My Mama Told Me – 4:04 (Junior Wells)
2. So Long – 5:37 (Lowell Fulson)
3. Key to the Highway – 4:38 (Big Bill Broonzy)
4. You Gotta Love Her with a Feeling – 5:24 (Tampa Red)
5. The Train I Ride – 5:02 (Junior Parker)
6. Watch Me Move – 4:02
7. Someday Baby – 4:46
8. Junior's Thing – 5:05 (Junior Wells)
9. Goin' Down Slow – 5:53 (St. Louis Jimmy) – Bonus Track - brano inedito

## Musicisti
- Junior Wells - voce, armonica
- Phillip Guy - chitarra (canale destro)
- Sam Lawhorn - chitarra (canale sinistro)
- A.C. Reed - sassofono tenore
- Charles Miles - sassofono alto
- Johnny Big Moose Walker - pianoforte, organo
- Herman Applewhite - basso
- Roosevelt Snake Shaw - batteria